# 帝塚山三丁目停留場
帝塚山三丁目停留場（日语：／ Tezukayama-Sanchōme teiryūjō */?）是一個位於日本大阪府大阪市住吉區帝塚山，屬於阪堺電氣軌道上町線的停留場。車站編號為HN07。

### 車站構造
千鳥式月台2面2線的地面車站。

## 相鄰停留場
阪堺電氣軌道
■上町線
姬松（HN06）－帝塚山三丁目（HN07）－帝塚山四丁目（HN08）